# Kráľovce
Kráľovce (Hongaars: Királynépe) is een Slowaakse gemeente in de regio Košice, en maakt deel uit van het district Košice-okolie.
Kráľovce telt 1.126 inwoners.